# ROKS Pohang (PCC-756)
Pour les articles homonymes, voir ROKS Pohang.
Le ROKS Pohang (PCC-756) (en coréen : 동해) était une corvette de classe Pohang de la Marine de la République de Corée. Elle a été désarmée et sert maintenant de navire musée à Pohang, en Corée du Sud.

## Historique
La classe Pohang est une série de corvettes construites par différentes entreprises de construction navale coréennes. La classe se compose de 24 navires et certains après le déclassement ont été vendus ou donnés à d'autres pays. Il existe cinq types de modèles différents dans la classe du vol II au vol VI.
Pohang a été lancé le 7 février 1984 par Hanjin Heavy Industries à Pusan. Le navire a été mis en service le 18 décembre 1984 et mis hors service le 30 juin 2009.

### Préservation
Pohang sert maintenant de navire musée à Pohang. En 2010, le Mémorial du ROKS Cheonan a été ouvert à son bord . Le Cheonan a été coulé le 26 mars 2010 par une torpille lancée par un sous marin de poche de la Marine populaire de Corée de classe Yono, faisant 46 victimes.